# Paul Dubreil
Paul Dubreil   (Le Mans, 1 de març de 1904 - Soisy-sur-École, 9 de març de 1994) va ser un matemàtic francès.
El seu pare era professor del lycée de Le Mans, on ell va cursar els estudis secundaris. Després de preparar l'ingrés a les grandes écoles al Lycée Saint-Louis de París, va ingressar el 1923 a l'École Normale Supérieure en la qual es va graduar el 1926. Va ser professor de la pròpia École Normale fins al 1929, any en el qual va obtenir una beca Rockefeller que li va permetre estudiar a Alemanya (amb Emil Artin i Emmy Noether) i a Roma. En tornar d'aquest viatge d'estudis, va ser professor de les universitats de Lilla (1931-1933) i de Nancy (1933-1946) fins que el 1946 es va incorporar a la universitat de París en la qual va substituir Albert Châtelet en la càtedra d'aritmètica i teoria de nombres, a la seva defunció el 1954. A la universitat va fundar el 1947 els seminaris Dubreil, que va dirigir primer amb Châtelet, després amb Pisot i, finalment, amb Malliavin. La seva esposa va ser la també reconeguda matemàtica Marie-Louise Dubreil-Jacotin.
Dubreil va ser un dels introductors a França de la teoria d'ideals. També va ser un estudiós dels semigrups, introduint moltes de les seves propietats. Va publicar dos influents llibres: Leçons d'algèbre moderne (an coautoria amb la seva esposa, 1961) i Contribution à la théorie des demi-groupes (1941). També va publicar més d'una cinquantena d'articles científics sobre teoria de nombres i temes connexos.